# Váratlan örökség
A Váratlan örökség (eredeti címe: Mr. Deeds Goes to Town) 1936-ban bemutatott amerikai vígjáték Frank Capra rendezésében. A film Clarence Budington Kelland regényéből készült, mely a Saturday Evening Postban jelent meg folytatásokban.

## Történet
A Nagy gazdasági világválság közepén, Longfellow Deeds (Gary Cooper), a vermonti Mandrake Falls városka lakosa, egy kis faggyúüzem résztulajdonosa, aki részmunkaidőben üdvözlőlapokat ír és tubán játszik, 20 millió dolláros vagyont örököl néhai nagybátyjától, Martin Sempletől. Bácsikája cselszövő ügyvédje, John Cedar (Douglass Dumbrille) ezért magával viszi Deedst New Yorkba.
Cedar az egykori újságírót, Cornelius Cobbot (Lionel Stander) bízza meg azzal a feladattal, hogy a kíváncsi riporterek hadát távol tartsa az örököstől. Viszont a sztárriporter Louise Bennettnek (Jean Arthur) sikerül Deeds közelébe férkőznie úgy, hogy egy Mary Dawson nevű szegény munkáslánynak adja ki magát, és a megmentésre váró, szegény sorsú lányon megesik a férfi szíve. Azt tetteti, hogy a kimerültségtől elájul az utcán, az "egész napos munkakeresés" alatt, közben sikerül egyre jobban Deeds bizalmába férkőznie. Elkezd írni egy rendkívül népszerű cikksorozatot, melyben Longfellow vidékies viselkedését és furcsa szokásait gúnyolja, a férfi Hamupipőkének nevezve őt. Eközben Cedar is próbálja pénzügyi visszaéléseit eltitkolni.
Deeds jó emberismerőnek bizonyul, és hamar megvédi magát Cedartól és a többi kapzsi haszonlesőtől. Elnyeri Cobb tiszteletét, és később Louise szerelmét is. Bár Cobb rövidesen felfedi Miss Bennett valódi arcát, és Deeds összetört szívvel távozik New Yorkból.
Csalódottan tér vissza Mandrake Fallsba, ahol egy kisemmizett farmer fegyverrel fenyegeti meg. Megvetését fejezi ki egy látszólag szívtelen multimilliomosnak, aki a kisujját sem mozdítja, hogy megsegítse az elkeseredett szegények tömegeit. Ez ráébreszti Deedst, hogy mit kell tennie átkozott szerencséjével. Eldönti, hogy 10 hold földet fog adni hajléktalan családok ezreinek, hogy évekig műveljék és élvezzék hasznát.
Viszont felmerül a veszély, hogy elveszti a vagyon felett az irányítást. Cedar azt próbálja bizonygatni, hogy Deeds mentálisan alkalmatlan egy ilyen összegű örökség kezelésére. Ez, Louise árulásával tetézve megtöri a férfi lelkét, és mély depresszióba esik.
Cedar helyi lakosokat is talál – egy különc testvérpárt (Jane és Amy Faulkner) – akik hajlandók tanúskodni is, hogy Deeds hóbortos, és egy furcsa tündérvilágban él. A vád végül darabjaira hullik, amikor a két aggszűz zavaros válaszokat ad a meghallgatásuk során. Miután Louise bebizonyítja, hogy valóban szereti Longfellowt, a férfi fokozatosan kezd Cedar felé kerekedni, és a bíró kijelenti, hogy Deeds a legépelméjűbb ember, aki a tárgyalóteremben van.

## Szereposztás
| Színész            | Karakter         |
| ------------------ | ---------------- |
| Gary Cooper        | Longfellow Deeds |
| Jean Arthur        | Louise Bennett   |
| Douglass Dumbrille | John Cedar       |
| Lionel Stander     | Cornelius Cobb   |
| H. B. Warner       | May bíró         |

## Forgatás
Capra mindenképpen Gary Coopert akarta a főszerepre. Bár Cooper éppen máshol filmezett, és a forgatás csak hat hónapos késéssel kezdődött el mire a színész elérhetővé vált. Ez a csúszás 100 ezer dolláros kiesést jelentett a stúdiónak. Louise Bennett szerepét eredetileg Carole Lombard játszotta volna, de három nappal a forgatás előtt visszalépett, hogy a My Man Godfreyben szerepelhessen. Ezek után került a képbe Jean Arthur.

## Díjak, jelölések
- Oscar-díj (1937)
  - díj: legjobb rendező – Frank Capra
  - jelölés: legjobb film – Columbia Pictures
  - jelölés: legjobb férfi főszereplő – Gary Cooper
  - jelölés: legjobb forgatókönyv – Robert Riskin
  - jelölés: legjobb hang – John P. Livadary
- National Board of Review (1937)
  - díj: legjobb film – Columbia Pictures
- Velencei Nemzetközi Filmfesztivál (1937)
  - jelölés: Mussolini Kupa – Frank Capra

## Fordítás
- Ez a szócikk részben vagy egészben  a   Mr._Deeds_Goes_to_Town című angol Wikipédia-szócikk fordításán alapul.  Az eredeti cikk szerkesztőit annak laptörténete sorolja fel. Ez a jelzés csupán a megfogalmazás eredetét és a szerzői jogokat jelzi, nem szolgál a cikkben szereplő információk forrásmegjelöléseként.